# 아리아케 콜로시엄

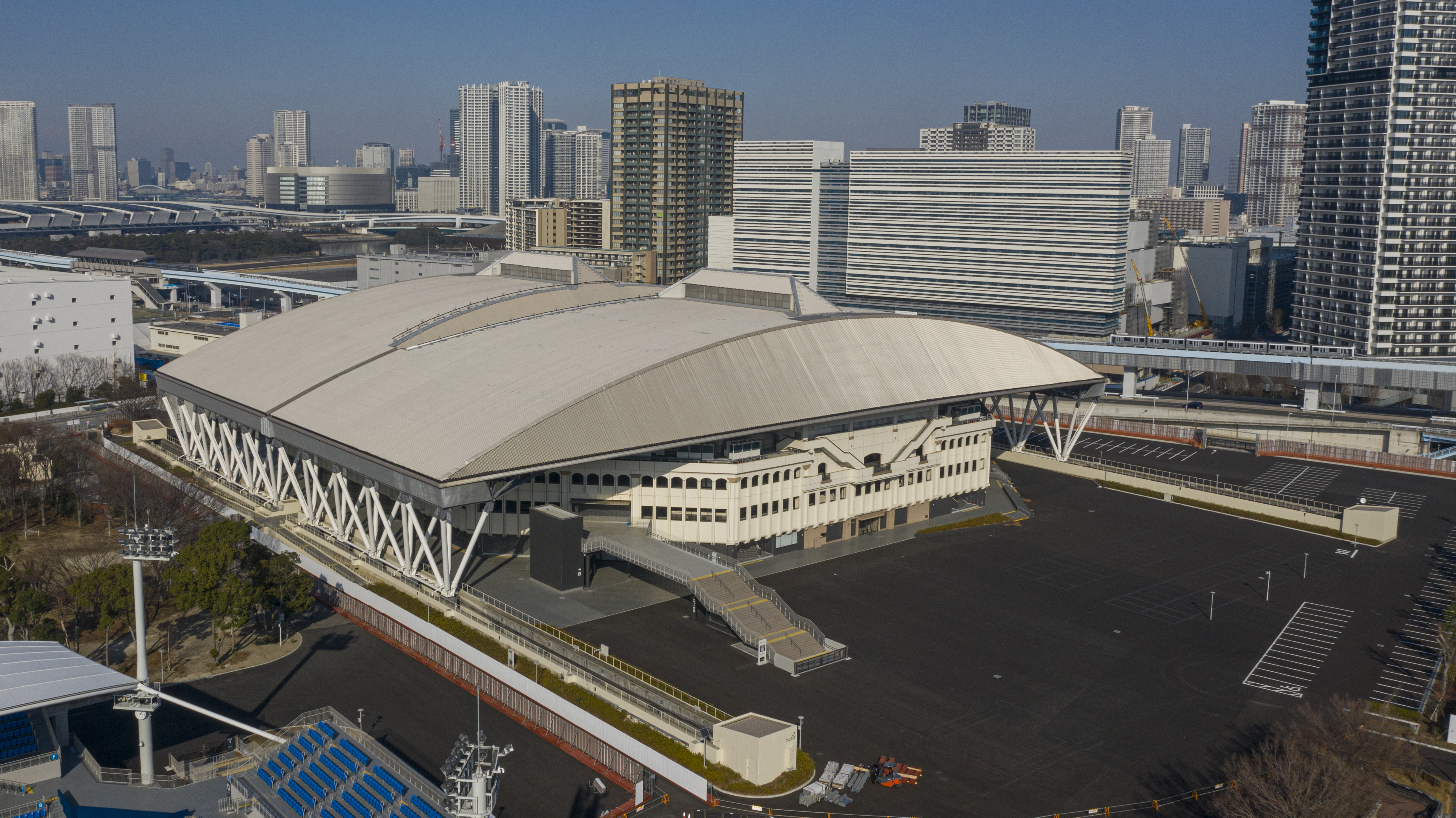
아리아케 콜로시엄

아리아케 콜로시엄(일본어: 有明コロシアム 아리아케코로시아무[*], 영어: Ariake Coliseum)은 일본 도쿄도 고토구 아리아케 아리아케 테니스의 숲 공원 부지내에 있는 경기장이다. 도쿄도 생활 문화 스포츠국이 관리한다.